# Красная Роща (Клинцовский район)
Кра́сная Ро́ща — поселок в Клинцовском районе Брянской области, входит в состав Гулёвского сельского поселения.

## География
Посёлок расположен в западной части Брянской области, на расстоянии приблизительно 13 км на юг по прямой от железнодорожного вокзала станции Клинцы.

## История
На карте 1941 года отмечен как поселение Зеленая Роща с 42 дворами.

## Население
| 2010 | 2013 |
| ---- | ---- |
| 12   | ↘11  |

Население составляло 130 человек (1979), 47 человек (2002), 11 человек (2013), 11 человек (2017).
Будет упразднен как фактически не существующий в связи с переселением всех жителей на постоянное место жительства в другие населённые пункты.